# Stazione di Reggio Mediopadana
La stazione di Reggio Mediopadana è una stazione ferroviaria di Reggio Emilia. Si trova sulla ferrovia Reggio Emilia-Guastalla, in corrispondenza della stazione di Reggio Emilia AV Mediopadana.
È gestita da Ferrovie Emilia Romagna (FER).

## Storia
La fermata è stata attivata con il cambio orario del 15 dicembre 2013.

## Strutture e impianti
La fermata è dotata di due binari, serviti da marciapiedi alti (55 cm), che consentono l'incarrozzamento a raso. È presente un sottopasso di stazione.
Il sistema di informazioni ai viaggiatori è esclusivamente sonoro, senza tabelloni video di stazione.

## Movimento
La stazione è servita da treni regionali lungo le relazioni Reggio Emilia-Guastalla e Reggio San Lazzaro-Guastalla. I treni sono svolti da Trenitalia Tper nell'ambito del contratto di servizio stipulato con la regione Emilia-Romagna.
La stazione è inoltre capolinea di alcuni treni provenienti da Reggio Emilia.
A novembre 2019, la stazione risultava frequentata da un traffico giornaliero medio di circa 68 persone (33 saliti + 35 discesi).

## Interscambi
Tramite questa fermata, i viaggiatori in discesa dalla stazione di Reggio Emilia AV Mediopadana possono raggiungere la stazione di Reggio Emilia, in centro città, sulla linea storica Milano-Bologna, e viceversa.
La stazione permette anche di raggiungere Mantova, distante 55 km, seppur con un doppio cambio a Guastalla e Suzzara e lunghi tempi di attesa, che portano a un tempo complessivo di viaggio compreso fra le due ore e le due ore e quaranta minuti. È tuttavia allo studio un collegamento diretto e veloce fra Reggio Emilia Mediopadana e Mantova, per collegare le due stazioni in poco più di un'ora di treno, che sarà possibile una volta elettrificate la ferrovia Reggio Emilia-Guastalla e la tratta Guastalla-Suzzara della ferrovia Parma-Suzzara.
- Stazione ferroviaria AV (Reggio Emilia AV Mediopadana)